# 8676 Lully
8676 Lully è un asteroide della fascia principale. Scoperto nel 1992, presenta un'orbita caratterizzata da un semiasse maggiore pari a 3,0468096 UA e da un'eccentricità di 0,1367619, inclinata di 3,43364° rispetto all'eclittica.